# آندره ناکاهارا
آندره ناکاهارا (به انگلیسی: Andrews Nakahara؛ زادهٔ ۱۲ مارس ۱۹۸۳) ورزشکار هنرهای رزمی ترکیبی و کاراته‌کا اهل برزیل است.